# Villa di Livia
La villa di Livia o villa di Prima Porta è un sito archeologico di Roma, che corrisponde all'antica villa di Livia Drusilla, moglie dell'imperatore Augusto. Qui, tra gli importantissimi ritrovamenti, fu rinvenuta anche la celebre statua di Augusto loricato.

## Storia
quod factum est in villa Caesarum fluvio Tiberi inposita iuxta nonum lapidem Flaminiae viae, quae ob id vocatur Ad Gallinas, mireque silva provenit. ex ea triumphans postea Caesar laurum in manu tenuit coronamque capite gessit, ac deinde imperatores Caesares cuncti. traditusque mos est ramos quos tenuerunt serendi, et durant silvae nominibus suis discretae, fortassis ideo mutatis triumphalibus.»
il che fu fatto nella villa dei Cesari presso il fiume Tevere al nono miliario della via Flaminia, che per questo fu chiamata ad Gallinas....»
(Plinio, Naturalis historia, XV, 136-137)
La villa presenta al suo interno pareti dipinte a giardino con una tecnica pittorica superiore a quella di tanti dipinti pompeiani; la maggior parte delle piccole scene che ornavano le pareti dipinte sono realizzate con la tecnica cosiddetta compendiaria, cioè riassuntiva. Questi giardini affrescati avevano lo scopo di riportare gli spettatori ad un paesaggio sereno e soleggiato, anziché cupo come la giornata che si presentava. La villa è citata da Plinio, Svetonio e Cassio Dione. In particolare esiste anche una leggenda poetica circa la sua fondazione, secondo la quale un'aquila avrebbe fatto cadere sul ventre di Livia una gallina con un rametto di alloro nel becco. Consigliata dagli aruspici ella allevò la prole del volatile e piantò il rametto generando un bosco, dal quale gli imperatori coglievano i ramoscelli da tenere in mano durante le battaglie. Per via della leggenda la villa veniva anche detta ad gallinas albas. La villa, secondo Plinio, era situata al IX miglio della via Flaminia.

## Scavi

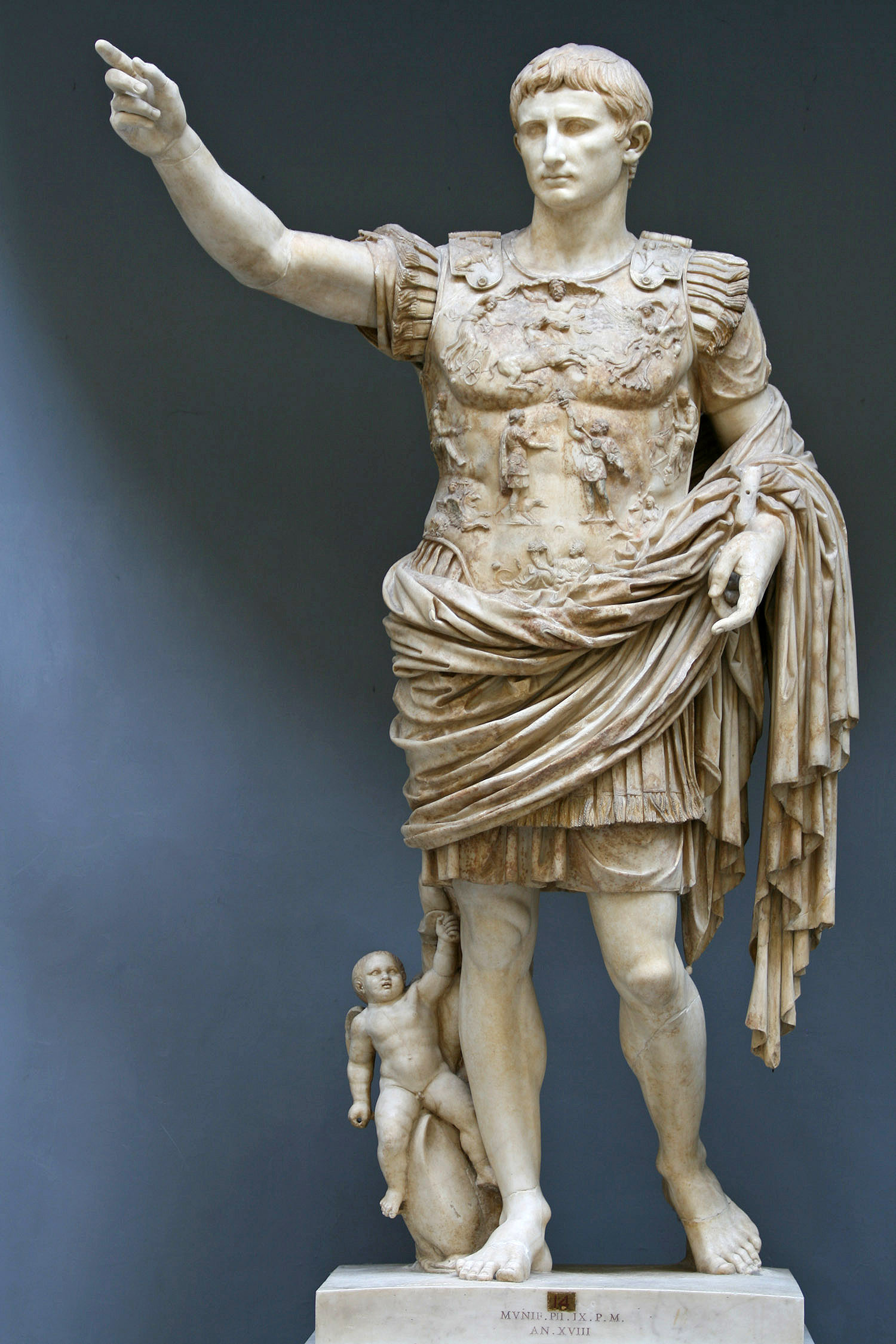
La statua di Augusto loricato

I primi scavi del sito risalgono al 1863-1864, quando venne scoperta la statua di Augusto di Prima Porta, oggi ai Musei Vaticani e alcuni ambienti sotterranei, come il famoso ipogeo con affreschi di giardino. Nel 1944 un ordigno danneggiò la sala sotterranea, usata anche dai militari come bivacco. Nel dopoguerra si decise di staccare le preziose pitture (1951), che vennero trasferite nel Museo Nazionale Romano dove si trovano tutt'oggi.
Solo nel 1973 la villa venne espropriata ai privati proprietari, creando un parco pubblico, e nel 1982 si è iniziato il restauro delle strutture superstiti. Di recente gli affreschi, maggior motivo di attrazione del sito, sono stati riprodotti in fedeli pannelli posti sul sito originario.

### Fonti antiche
- Plinio il Vecchio, Naturalis historia.
- Svetonio, Vite dei Cesari.